# 有馬ロイヤルゴルフクラブ
有馬ロイヤルゴルフクラブ（ありまロイヤルゴルフクラブ）は、兵庫県神戸市北区にあるメンバーシップ制のゴルフ場。

## コース情報
- 開場日
- 設計者：上田治（ロイヤルコース）[1]、ロバート・ボン・ヘギー（英語版）（ノーブルコース）[2]
- 面積
- コース：ロイヤルコース・7054Yards, Par72、ノーブルコース、6806Yards, Par72
- 休場日：毎週月曜日、1月1日（元日）[3]

## アクセス
- 車の場合

山陽自動車道/神戸北IC
中国自動車道/西宮北IC

## トーナメント開催情報
| 開催年 | 開催トーナメント           | 優勝者                 |
| ------ | -------------------------- | ---------------------- |
| 1983年 | 関西オープン               | 脇田進                 |
| 1985年 | 関西オープン               | 入江勉                 |
| 1987年 | 日本オープン               | 青木功                 |
| 1990年 | サントリーレディスオープン | 黄玥珡                 |
| 1992年 | サントリーレディスオープン | 柏戸レイ子             |
| 1993年 | サントリーレディスオープン | 前田すず子             |
| 1994年 | サントリーレディスオープン | 山岡明美               |
| 1997年 | サントリーレディスオープン | 塩谷育代               |
| 1998年 | サントリーレディスオープン | マーニー・マクグァイヤ |
| 2021年 | 関西オープン               | 星野陸也               |